# Milan Pančevski
Milan Pančevski (Debar, 1935. május 16. – Szkopje, 2019. január 9.) jugoszláv-macedón politikus, a Jugoszláv Kommunista Párt elnöke (1989–1990).

## Életútja
A belgrádi Politikai Tudományi Főiskolán tanult, majd 1957-ben a Jugoszláv Kommunista Párt (JKP) tagja lett. Az 1980-as évek óta a JKP elnökségének a tagja volt. Emellett 1984. május 5-től 1986 júniusáig a Macedón Szocialista Köztársaság JKP Központi Bizottságának a titkáraként tevékenykedett. 1989. május 17. és 1990. június 30. között a JKP utolsó elnöke volt.